# Iracema Trevisan

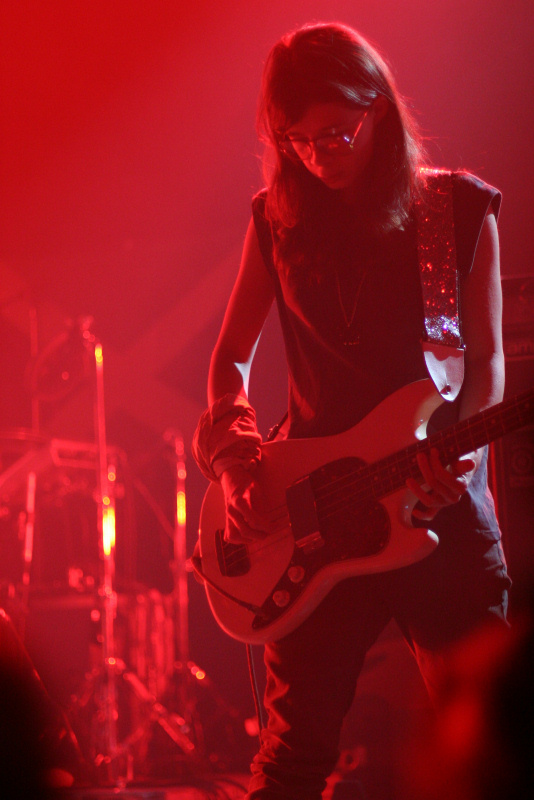
Iracema Trevisan

Iracema "Ira" Trevisan (28 september 1981, Poços de Caldas, Minas Gerais) is een Braziliaanse muzikante en kledingontwerper. Ze was tot april 2008 de bassist van de Braziliaanse electro-band Cansei de Ser Sexy en is een van de oprichters van de band.
Trevisan studeerde op de modeschool. Ze werkte onder andere als assistent van stilist Alexandre Herchcovitch. In december 2006 trouwde ze met de manager van Cansei de Ser Sexy, Du Ramos. Op 11 april maakte CSS bekend dat Trevisan uit de band stapte. Ze vertelde dat ze "door wilde gaan met haar leven en meer tijd wilde besteden aan mode en andere projecten".